# Missionarie di Nostra Signora del Pilar
Le Missionarie di Nostra Signora del Pilar (in spagnolo Misioneras de Nuestra Señora del Pilar) sono un istituto religioso femminile di diritto pontificio: le suore di questa congregazione pospongono al loro nome la sigla M.d.P.

## Storia

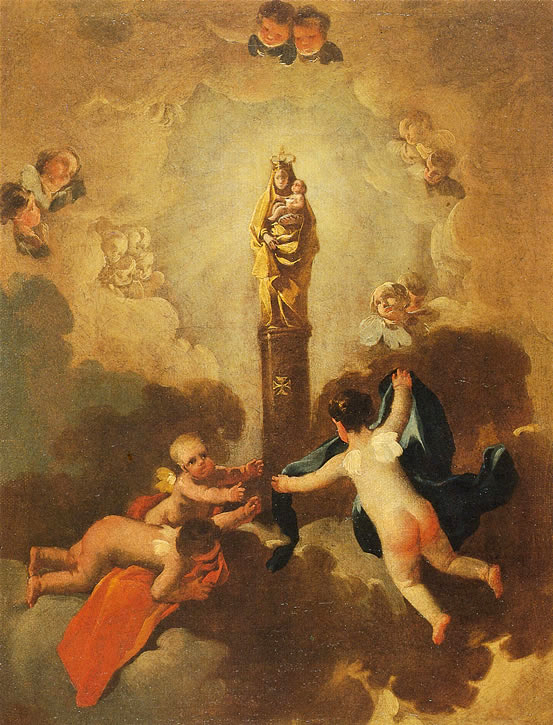
Nostra Signora del Pilar, titolare della congregazione, in un dipinto di Francisco Goya

La congregazione fu fondata nel 1939 a Lanaja da Esperanza Vitales Otín.
L'opera si trasferì presto a Huesca su invito del vescovo del luogo, Lino Rodrigo Ruesca, che l'eresse in istituto di diritto diocesano il 27 luglio 1962.
L'istituto ricevette il pontificio decreto di lode il 22 luglio 1970.

## Attività e diffusione
Le religiose si dedicano all'istruzione e all'educazione della gioventù e alla cura dei malati, anche a domicilio.
Oltre che in Spagna, le suore sono presenti in India e nelle Americhe (Cile, El Salvador, Honduras, Perù); la sede generalizia è a Saragozza.
Alla fine del 2011 la congregazione contava 117 religiose in 23 case.